# Kódjo Kassé Alphonse
Kódjo Kassé Alphonse (Abidjan, 28 maggio 1993) è un calciatore ivoriano, centrocampista del Koeppchen Wormeldange.

## Caratteristiche tecniche
È un centrocampista centrale.

## Carriera

### Club
Ha esordito in Primeira Liga il 9 marzo 2014 disputando con il Gil Vicente l'incontro vinto 2-0 contro il Paços Ferreira.

## Palmarès

### Club

#### Competizioni nazionali
- Campionato armeno: 2

Ararat-Armenia: 2018-2019, 2019-2020
- Supercoppa d'Armenia: 1

Ararat-Armenia: 2019